# New Sweden, Maine
New Sweden är en kommun (town) i Aroostook County, Maine, USA. Enligt 2020 års folkräkning hade staden en befolkning på 577 invånare

## Historia
År 1870 grundades en svensk bosättning i Aroostook County. William Widgery Thomas hade utsetts till amerikansk konsul i Sverige under Abraham Lincoln-administrationen. Den 23 mars 1870 antog delstatsparlamentet en immigrationslag, där Thomas blev ordförande. Thomas reste till Sverige, lockade de 51 första immigranterna, och ledde dem till vad som kom att bli New Sweden. Man lyckades övervinna tidiga problem, och snart utvecklades området. Även platser som Westmanland (1879) och Stockholm (1881) uppstod snart.

### Fotnoter
1. 1 2  ”2020 Decennial Census: New Sweden town, Aroostook County, Maine” (på engelska). United States Census Bureau. https://data.census.gov/profile/New_Sweden_town,_Aroostook_County,_Maine?g=0600000US2300349415. Läst 8 december 2022.
2. ↑  Welcome to the town of New Sweden, Maine Arkiverad 16 augusti 2004 hämtat från the Wayback Machine.